# Pietro Fusco
Pour les articles homonymes, voir Fusco.
Pietro Fusco est un footballeur italien né le 11 août 1971  à Naples. Il évoluait au poste de défenseur central.
Pietro Fusco a joué 61 matchs en Serie A sous les couleurs d'Empoli.

## Carrière
| Année     | Club                                | Pays   | Matches | Buts |
| --------- | ----------------------------------- | ------ | ------- | ---- |
| 1989-1990 | Virtus Lanciano                     | Italie | 19      | 3    |
| 1990-1991 | Virtus Lanciano                     | Italie | 31      | 2    |
| 1991-1992 | Virtus Lanciano                     | Italie | 18      | 1    |
| 1992-1993 | Castel di Sangro Calcio             | Italie | 17      | 1    |
| 1993-1994 | Castel di Sangro Calcio             | Italie | 20      | 0    |
| 1994-1995 | Castel di Sangro Calcio             | Italie | 30      | 2    |
| 1995-1996 | Castel di Sangro Calcio             | Italie | 32      | 1    |
| 1996-1997 | Castel di Sangro Calcio             | Italie | 31      | 0    |
| 1997-1998 | Empoli                              | Italie | 31      | 0    |
| 1998-1999 | Empoli                              | Italie | 30      | 1    |
| 1999-2000 | Empoli                              | Italie | 32      | 0    |
| 2000-2001 | Empoli                              | Italie | 34      | 0    |
| 2001-2002 | Empoli                              | Italie | 33      | 0    |
| 2002-2003 | AS Lucchese-Libertas Calcio Catania | Italie | 14 13   | 0    |
| 2003-2004 | Calcio Catania                      | Italie | 18      | 0    |
| 2004-2005 | Pescara                             | Italie | 32      | 0    |
| 2005-2006 | Spezia 1906 Calcio                  | Italie | 29      | 0    |
| 2006-2007 | Spezia 1906 Calcio                  | Italie | 18      | 0    |
| 2007-2008 | Carrarese Calcio                    | Italie | 25      | 0    |
| 2008-2009 | Spezia Calcio                       | Italie | 22      | 0    |